# Великий Полоз
Вели́кий По́лоз — один из лесных персонажей «Уральских сказов» Павла Бажова, волшебное природное существо, исполинский человек-змей. Представляет собой гигантского (выше деревьев) волшебника с бородатой человеческой головой, имеющего почти неограниченную власть над подземным золотом и недобрыми людьми.
Сказочный образ гигантского подземного змея присутствует только в нескольких «Уральских сказах». Между тем, он возник отнюдь не на пустом месте. Великий Полоз был придуман Бажовым на богатой почве древних поверий и сказаний хантов, манси и башкир, а также уральских поговорок, легенд и примет старых горщиков и рудознатцев. Можно понимать это легендарное существо как наследника богатой традиции, одну из авторских разновидностей мифологического змея, змия или дракона.
В сказах появляются также многочисленные дочери Полоза — Змейки, Змеёвки или Медяницы. Одна из них — в человеческом обличье под именем Золотой Волос — стала одним из персонажей одноимённого сказа.

## Генезис образа

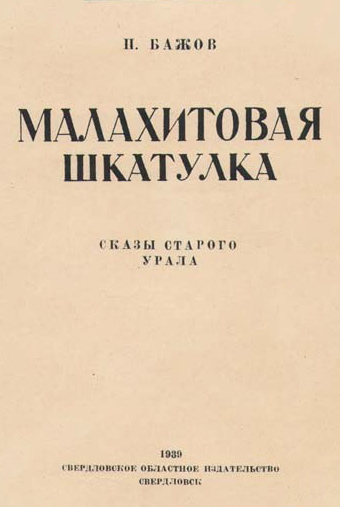
«Малахитовая шкатулка», первое издание

Ещё в самом начале книги автор счёл необходимым коротко сообщить читателям о происхождении волшебных персонажей своих «Уральских сказов», — в тексте, предваряющем первое издание «Малахитовой шкатулки». Сборник открывается классическим вступлением от автора, названным «У старого рудника» (вместо предисловия). В нём Павел Бажов бегло описывает круг главных «хозяев» Уральских гор, — персонажей, о которых подавляющее большинство читателей очевидно узнало впервые. Но в качестве первоисточника автор то и дело отсылает куда-то назад, к незапамятным временам своего детства (1880-е годы) как главному, а временами, и единственному хранилищу волшебных образов. Затрагивая генезис волшебных сил гор Уральских, Павел Бажов сразу же обращается к молчаливому и таинственному миру пресмыкающихся, которые, как оказывается, представляют собой вертикально организованную тайную силу, владеющую лесным и подземным миром.
Уральские старатели и золотоискатели в течение двух веков работали и жили погружёнными внутрь мира дикой природы. Не имея в руках точных приборов или достижений передовой науки, они терпеливо искали в горах и лесах драгоценные камни и металлы, пользуясь теми приметами или повериями, которые попадались им «под руку», народными или собственными, доморощенными. Их судьба и удача полностью зависела от тайных сил, распоряжающихся скрытыми богатствами. Всё это и привело к образованию специфических уральских суеверий и, как следствие, фольклора, по сути, фантазийного, придуманного в горах, лесах и мастерских простым работным людом.

Ящерицы и змеи обычного типа у старателей считались только слугами, пособниками. Среди ящериц одна была главной. Она иногда превращалась в красивую девицу. Это и была Хозяйка горы. Над змеями начальствовал огромный змей — Полоз. В его распоряжении и находилось все золото. Полоз, по желанию, мог «отводить» и «приводить» золото. Иногда он действовал с помощью своих слуг-змей, иногда только своей силой. Иногда роль Полоза сводилась только к охране «земельного золота». Полоз всячески старался не допустить человека до разработки золотоносных мест: «пужал», показываясь «в своем полном виде», «беспокойство всякое старателю производил», утягивая в землю инструмент, или, наконец, «отводил» золото. Реже Полозу давались черты сознательного, полновластного распорядителя золотом: он, как и Хозяйка горы, одним облегчал доступ к золоту, указывал места и даже «подводил золото», других отгонял, пугал или даже убивал.— Павел Бажов, «У старого рудника» (вместо предисловия)
Привлекает внимание, что в качестве волшебного змея (змеи) выбран именно полоз, а не какая-то другая рептилия из числа живущих в уральских лесах. Прежде всего, причиной тому само слово, почвенное, этимологически связанное с глаголом «ползать» и означающее, собственно, змея, ползающее пресмыкающееся в широком смысле слова. С другой стороны, уральским старателям полоз напоминал не только лыжи или сани, которыми на Урале приходилось пользоваться больше половины года, но и сам процесс намывания мелкого золота, так называемого золотого песка (в желобах или полозах). Наконец, «полоз» содержал в себе элемент внутреннего созвучия и звуковой игры. Мало того, что это название змеи содержало в себе почти все буквы от «золота», но и прочитанное задом наперёд, волшебным образом давало прозрачный намёк в виде таинственного — «золоп».
С другой стороны, за полозом держалась устойчивая слава змеи, способной стягивать, удушать жертву кольцами своего тела (подобно тропическим удавам). Следовательно, полоз обладал способностями некоего тайного стража, пропускающего к цели. Он мог «по своей воле» сжимать или разжиматься, давить или освобождать, давать или перекрывать доступ ко всему сущему: к удаче или несчастью, богатству или разорению, золоту или пустой земле, наконец, к жизни и смерти. Этот мотив нередко встречается в народных сказках, когда змея становится, фактически, стражем или вратами , через которые можно или нельзя проникнуть к цели. «Царство его отворяетца на время; когда змей полоз раздвинетца, тогда отворяются и вороты». Кроме того, полоз — змея не ядовитая, для человека страшная, пугающая (как все змеи), но не опасная. Последнее обстоятельство создаёт таинственную амбивалентность образа, когда от великого существа можно ожидать и беды, и удачи.
Наконец, сам внешний вид полоза, когда он извивается в траве или кустарнике, невольно внушал наблюдателю мысль о его непростых, почти волшебных свойствах, поскольку его кажущаяся длина каким-то странным образом всегда оказывалась во много раз больше реальной. Эта особенность часто отмечается в самых разных литературных источниках, как научных, так и художественных. К примеру, в романе Юрия Домбровского «Хранитель древностей» это свойство чёрного полоза (длиной всего в 1,6 метра) становится поводом для драматической сюжетной интриги: «а когда она ползёт, знаешь, какой она кажется? Написал этот дурак четыре, а мне подумалось: нет, мало, метров шесть в ней будет. «Да, да, ― подумал я. ― Правильно, правильно… Как же это мне сразу не пришло в голову? Об этом и профессор Никольский пишет: когда змея ползёт в траве, она кажется раза в два, а то и в три длиннее, чем есть… Да, так всегда бывает». В точности подобное свойство Великого Полоза описывает и Павел Бажов в титульном сказе «Про Великого Полоза»: «И вот из-под земли стало выкатываться тулово преогромного змея. Голова поднялась выше леса. Потом тулово выгнулось прямо на костёр, вытянулось по земле, и поползло это чудо к Рябиновке, а из земли всё кольца выходят да выходят. Ровно им и конца нет».
Зависимость образа Великого Полоза и самый факт его рождения, в первую очередь, из повседневных наблюдений уральских старателей и собственного детского воображения автор даже и не пытается скрывать. Собственно, как в своём предисловии, так и в последующих свидетельствах он не даёт никакой внятной версии о происхождении Великого Полоза, только намечая те пути, по которым шла его писательская фантазия.

Происхождение образа Полоза — змея-хранителя золота — как-то совсем не интересовало: этот образ казался с детства привычным.  Думаю, однако, что образ пришёл не от древней символики и не от морализаторских разговоров, а от внешних окружающих впечатлений. Любопытно, что в кладоискательской рецептуре рекомендовалось «подглядывать» «след Полоза», его «кольца» в вечерние часы, после чего они уходят в землю. Купанье же Змеёвок и полосканье в реке золотых кос можно было увидеть чаще всего ранним утром. Не случайно, конечно, говорилось, что сквозь камень проходила не всякая змея, а лишь бронзово-золотистая медянка.— Павел Бажов, «У старого рудника»

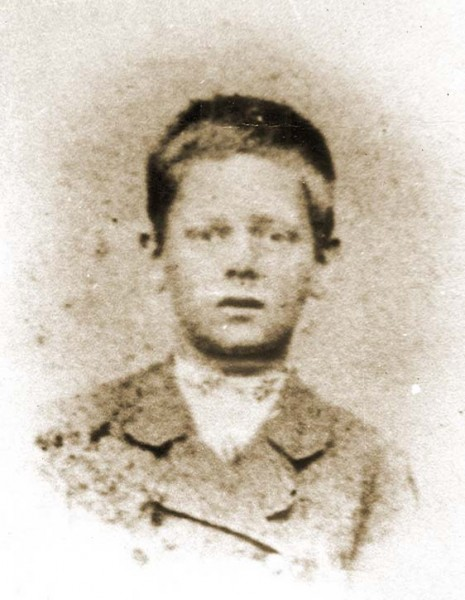
Павел Бажов в детстве

Пожалуй, последнюю точку в этом вопросе ставит известный исследователь Урала Алексей Иванов в своей книге, написанной на рубеже XXI века. Не без значения он сообщает, что спустя всего девять лет после смерти автора «Уральских сказов» (а было это в 1959 году), когда экспедиция Уральского университета целенаправленно собирала на Чусовой фольклор, ни одна местная старушка не смогла припомнить ничего даже близко подобного Хозяйке Медной горы, Земляной Кошке, Великому Полозу или оленю Серебряное Копытце. Рассказывали о вполне «традиционных» леших, водяных, чертях, банниках, обдерихах, а «вогульский» мифотворческий пласт словно бы окончательно исчез (если и был когда-то) или погрузился в забвение. И немудрено. Сменились несколько поколений. Стала совсем другой страна. Закрылись многие рудники и заводы, а на оставшихся полностью поменялись все технологии: совершенно изменился процесс добычи полезных ископаемых, из него почти исчез кустарный старательский труд. Наконец, жестокие события XX века окончательно «засветили» историческую память.
Поэтому десятикратно драгоценны бажовские сказы как фиксация целого пласта исчезнувшего поэтического фольклора, ведь и сам Павел Петрович Бажов слышал свои истории от одного из последних носителей этой культуры ― от своего троюродного дедушки, «дедушки Слышко», бывшего старателя полевчанина Василия Алексеевича Хмелинина. И ещё — от отца, очень живого человека с богатой творческой фантазией, так же, как и сын, способного передавать и самобытно видоизменять всё то, что он видел и слышал.
Вслед за отцом совершенно подобно поступил и сын. С одной стороны, он «всего лишь» передавал своим читателям то, что услышал и запомнил по-своему. А с другой — переработал и создал на основе старого фольклора — свой, новый, перешедший из детского сознания в писательскую творческую лабораторию.